# Messirias
 (mai 2024).
La mise en forme du texte ne suit pas les recommandations de Wikipédia : il faut le « wikifier ».
Les points d'amélioration suivants sont les cas les plus fréquents. Le détail des points à revoir est peut-être précisé sur la page de discussion.
- Les titres sont pré-formatés par le logiciel. Ils ne sont ni en capitales, ni en gras.
- Le texte ne doit pas être écrit en capitales (les noms de famille non plus), ni en gras, ni en italique, ni en « petit »…
- Le gras n'est utilisé que pour surligner le titre de l'article dans l'introduction, une seule fois.
- L'italique est rarement utilisé : mots en langue étrangère, titres d'œuvres, noms de bateaux, etc.
- Les citations ne sont pas en italique mais en corps de texte normal. Elles sont entourées par des guillemets français : « et ».
- Les listes à puces sont à éviter, des paragraphes rédigés étant largement préférés. Les tableaux sont à réserver à la présentation de données structurées (résultats, etc.).
- Les appels de note de bas de page (petits chiffres en exposant, introduits par l'outil «  Source ») sont à placer entre la fin de phrase et le point final[comme ça].
- Les liens internes (vers d'autres articles de Wikipédia) sont à choisir avec parcimonie. Créez des liens vers des articles approfondissant le sujet. Les termes génériques sans rapport avec le sujet sont à éviter, ainsi que les répétitions de liens vers un même terme.
- Les liens externes sont à placer uniquement dans une section « Liens externes », à la fin de l'article. Ces liens sont à choisir avec parcimonie suivant les règles définies. Si un lien sert de source à l'article, son insertion dans le texte est à faire par les notes de bas de page.
- La présentation des références doit suivre les conventions bibliographiques. Il est recommandé d'utiliser les modèles {{Ouvrage}}, {{Chapitre}}, {{Article}}, {{Lien web}} et/ou {{Bibliographie}}. Le mode d'édition visuel peut mettre en forme automatiquement les références.
- Insérer une infobox (cadre d'informations à droite) n'est pas obligatoire pour parachever la mise en page.

Pour une aide détaillée, merci de consulter Aide:Wikification.
Si vous pensez que ces points ont été résolus, vous pouvez retirer ce bandeau et améliorer la mise en forme d'un autre article.

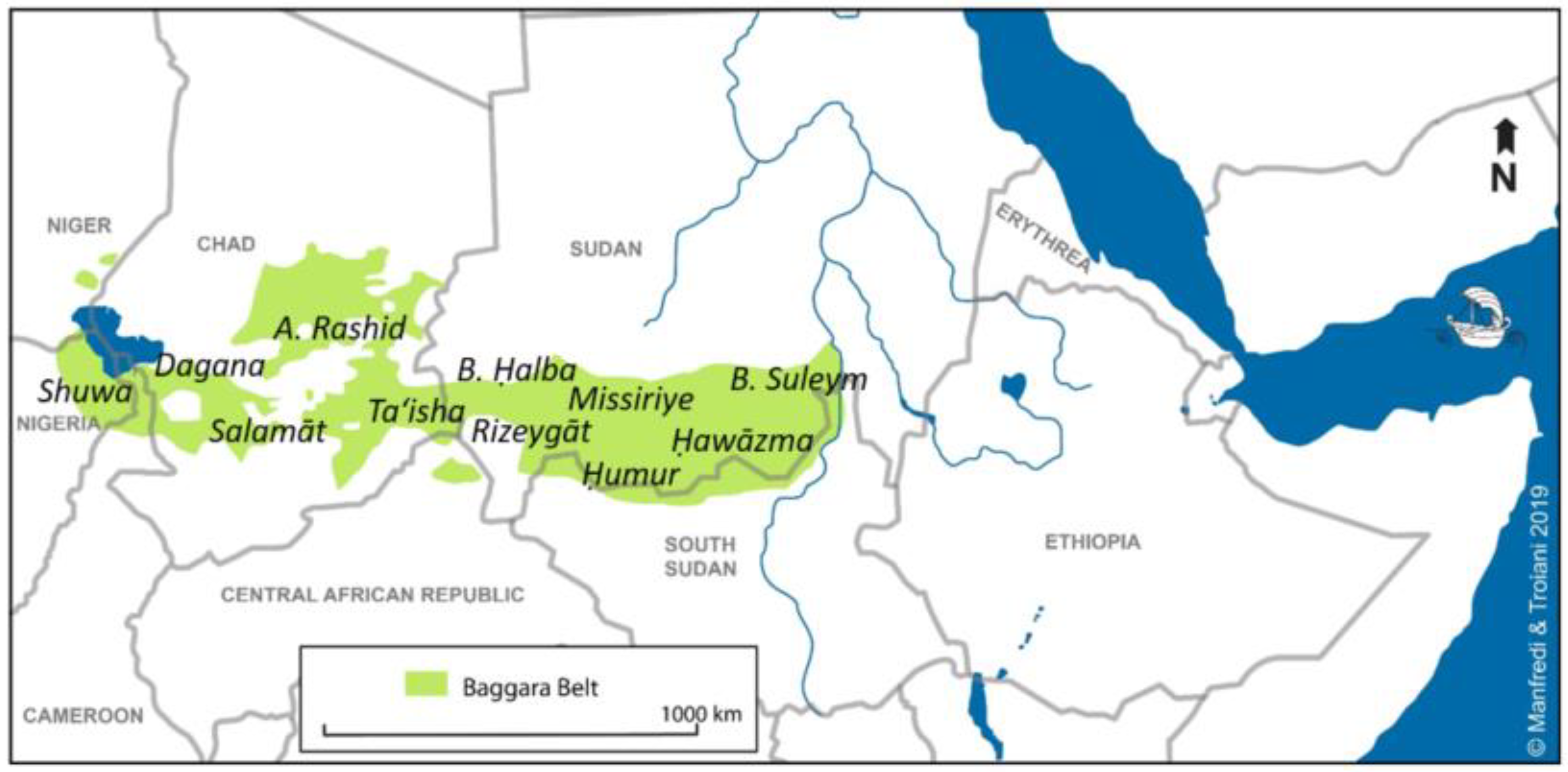
Ceinture Baggara

Les Messirias (arabe : المسيرية), connus également sous le nom d'Arabes Misseriya, sont une branche du groupe ethnique Baggara des tribus arabes. Leur langue est l'arabe soudanais. Au nombre de plus d'un million, les Baggara constituent le deuxième groupe ethnique de l'ouest du Soudan, s'étendant jusqu'à l'est du Tchad. Ce sont principalement des éleveurs nomades et leurs déplacements dépendent des saisons de l’année. L'utilisation du terme Baggara comporte des connotations négatives d'esclaves pillards, c'est pourquoi ils préfèrent être appelés Messirias.

## Géographie du pays Messiria (Dar Al Messiria)

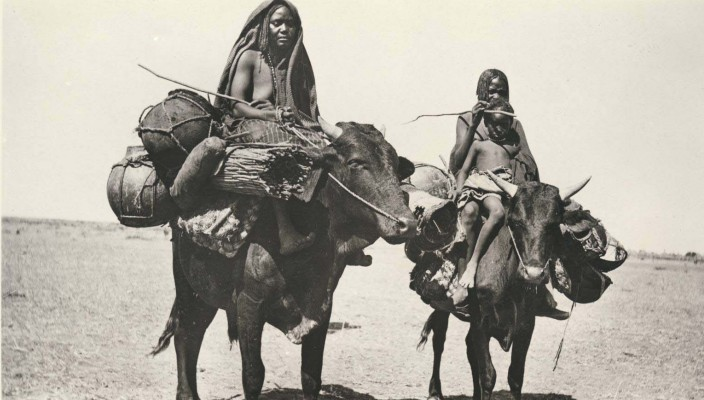
Cette photo a été prise au début du 20ᵉ siècle. Les Baggara en général et les Messirias en particulier voyagent encore fréquemment à dos de bœuf.

Le terme Dar signifie terre ou emplacement. Le mot Al ou al et parfois El ou el correspond à l'article défini The en anglais. Le terme Dar Al Messiria désigne le terrain ou l'emplacement des Messirias. Selon Ian Cunnison 1966, les nomades arabes des républiques du Soudan et du Tchad sont de deux sortes : les chameliers (appelés Abbala) et les éleveurs (appelés Baggara). Le terme Baggara signifie simplement vacher, mais les Soudanais appliquent particulièrement le mot aux éleveurs nomades, qui s'étendent sur la ceinture de savane entre le lac Tchad et le Nil Blanc. Cette ceinture de territoire est la patrie du peuple Baggara depuis des siècles. Ian Cunnison, déclare que « l'histoire et l'environnement jettent ensemble une lumière sur leur distribution ». Au Soudan, alors que les Abbala vivent dans la partie semi-désertique de la région : le nord du Kordofan et du Darfour, les Baggara, en revanche, vivent à leurs franges sud ; occupant la zone à peu près au sud de 12ᵉ parallèle nord et s'étendant au sud dans les bassins inondés du Nil Blanc.
De manière générale, les Messirias peuvent être divisés en trois zones :
- 1.1. Les Messirias du Kordofan, Soudan.
- 1.2. Les Messirias au Darfour, Soudan.
- 1.3. Les Messirias au Tchad.

Les Messirias des trois zones sont séparés depuis si longtemps qu'ils ont développé des différences culturelles et sociales localisées. Les Messirias du Kordofan connaissent peu ou pas du tout les Messirias du Darfour et du Tchad, mais ils appartiennent à la même tribu et ont des divisions et des diversités sous-tribales similaires.

### Les Messirias au Kordofan, Soudan
Dans le Kordofan, les Messirias occupe la zone historiquement connue sous le nom de Kordofan occidental. Parmi leurs emplacements bien connus figurent : Abyei, Babanousa, El Muglad, Lagawa, El Mairam et le lac Kailak.

#### Divisions Messirias au Kordofan
Les principales divisions de Messirias au Kordofan sont Messiria Zurug ; qui signifie Les Ténèbres et Messiria Humr ; qui signifie Les rouges. Ces noms : Zurug et Humr ne signifient en aucun cas que les Zurug ont une couleur de peau plus foncée que les Humr, mais très probablement les Humr sont plus foncés que les Zurug. Selon MacMichael, 1967 :  les deux divisions sont devenues si distinctes que les Humr cessent de se considérer comme Messiria. Cependant, au Soudan d'aujourd'hui, on les appelle toujours Messiria Humr et Messiria Zurug et ils reconnaissent toujours leur histoire et leur ascendance communes.
Les pasteurs Messiria Humr migrent à travers les quatre régions de leur pays d'origine (« Dar el Humr ») : Babanusa, Muglad, Goz et Bahr el Arab. 
- Messiria Zurug – Selon MacMichael, 1967 [4] la Messiria Zurug comprend les divisions suivantes :

Il existe toujours des divisions sous-tribales avec chaque sous-tribu.

### Les Messirias au Darfour, Soudan
La zone connue sous le nom de Nitega (نتيقة) est le territoire des Messirias du Darfour, parmi les points d'intérêt de la région se trouve la montagne Karou (جبل كرو).

## Deuxième guerre civile soudanaise : 1983-2005
Les Messirias vivent principalement autour du Kordofan et migrent vers le sud, sur le territoire Dinka. Ils sont marginalement représentés au Darfour et y mènent une vie semi-sédentaire. Les Messirias sont autrefois un groupe plus important, mais ils se divisent en groupes plus petits au fil du temps. 
L'emplacement des Messirias du Kordofan se trouve à la zone frontalière entre le Soudan et le Sud-Soudan, en particulier la frange sud de leur zone nomade. La région d'Abyei est revendiquée par les Messirias ainsi que par les Ngok Dinka. Alors que les Messirias sont des Arabes Baggara, musulmans sunnites et identifiés comme nordistes, les Ngok Dinka sont identifiés comme africains soit chrétiens, soit animistes et sudites. Henderson, MacMichael et Ian Cunnison attestent tous de la présence des Messirias au XVIIIe siècle. Pareillement pour les neuf chefferies Ngok Dinka de la même zone. Étant tous deux nomades, les Messirias et les Dinka longtemps coexistent et partagent les ressources pastorales. Les Messirias qui ont le plus de contacts avec les Ngok Dinka sont les Messirias Humr. Les Messiria Zurug partagent la plupart de leurs terres avec les tribus Nouba, le long des côtés ouest de la route nationale reliant la ville de Deling à Kadugli ; la capitale du Kordofan méridional et s'étendant jusqu'à la ville de Talodi. Du côté est de cette route nationale se trouvent les tribus Hawazma partageant également les terres avec les tribus Nouba. Les Nouba sont des Africains indigènes habitant la région connue sous le nom de Monts Nouba du Kordofan méridional et sont pour la plupart des musulmans sunnites. Les Nouba et les Dinka se rangent du côté des rebelles du Sud pendant la guerre civile, tandis que les Messirias et Hawazma se rangent du côté du gouvernement soudanais.

### Conflits historiques sur le pâturage
Pendant la saison sèche, les Messirias, migrent vers la rivière Kiir à Abyei. Ils appellent la région Bahr Al Arab. 
Les deux branches des Messirias, les Humr et les Zurug, sont impliquées dans des conflits historiques sur le pâturage et des combats isolés le long de leurs frontières sud, soit avec les Dinka, les Nuer ou les Nuba au sujet des pâturages et des ressources en eau. Les combats traditionnels s'intensifient lors des premiers combats de guérilla menés par les rebelles du Soudan du Sud, appelés Anyanya. En 1964, lorsqu'un camp de nomades des Messirias autour du lac Abyyad est massacré par des combattants d'Anyanya, aucun n'est épargné, y compris les enfants, les personnes âgées et les épouses ; de nombreux Messirias sont enlevés et des femmes sont violées par les rebelles. Les Messirias ripostent par une séquence d'attaques ciblant les villages du sud et les camps nomades ; ils enlèvent des enfants et pillent du bétail. À l’époque, les enlèvements et les représailles deviennent la norme dans la région, mais les enfants et le bétail sont récupérés par les autorités locales et l’esprit et la volonté de coexistence prévaut.
Ce ciblage des combattants Anyanya sur les nomades Messirias conduit les Messirias à accumuler des armes pour contrebalancer la force des combattants rebelles. Des incidents antérieurs survenus au début du XVIIIe siècle, sous la domination britannique, avaient conduit les Hawazma et les Messirias à prendre les armes. Vers 1908, les Britanniques arment  les Noubas pour lutter contre l’expansion des Arabes du Nord dans la région. Les armes, connues localement sous les noms de Marmatoun et Ab'gikra, sont aussi courantes chez les Noubas que l'AK-47 chez les Arabes Baggara aujourd'hui. Tout cela indique que les ingrédients d’une guerre ethnique existent déjà dans la région et que la nouvelle guerre des rebelles du sud ne fait qu'enflammer un gouffre ethnique existant dans la région.
A Abyei, les Dinka Ngok et les Messirias sont engagés dans des conflits territoriaux. 

### La guerre civile
Les Messirias sont les premières tribus du nord et les premières tribus Baggara à souffrir de la guerre.
Le gouvernement soudanais donne des mitrailleuses à la milice arabe Messiria et leur ordonne de chasser les peuples nilotiques de la région pétrolière du Haut-Nil occidental. Ils gagnent contre les Luk Nuer à Bentiu et les Jikany Nuer en 1984,.  